# Em Cima da Hora (Rio de Janeiro)
Grêmio Recreativo Escola de Samba Em Cima da Hora (ou simplesmente Em Cima da Hora) é uma escola de samba brasileira da cidade do Rio de Janeiro, fundada em 15 de novembro de 1959.
Sediada no bairro de Cavalcanti, ficou famosa pela apresentação do samba Os sertões no carnaval de 1976.
À escola pertenceu o célebre compositor Baianinho, eleito Cidadão do Samba. Entre outras figuras importantes ligadas à escola, pode-se citar também os sambistas Carioca e João Severino, o dançarino Carlinhos de Jesus, o jornalista Sérgio Cabral e o antigo presidente da AESCRJ, Ney Roriz, que foi seu carnavalesco e presidente de honra.

## História
Os registros do Carnaval que a primeira agremiação a utilizar o nome "Em Cima da Hora" foi uma entidade do bairro do Catumbi, que teria sido um bloco carnavalesco, mas que participou do concurso de escolas de samba nos Carnavais de 1933 e 1934
Em novembro de 1960, numa reunião entre sambistas do bairro de Cavalcante que pretendiam fundar uma nova escola de samba, conta a historiografia do Carnaval carioca que após muitas discussões, mas sem se chegar a nenhuma conclusão sobre o nome da nova, um dos presentes, de repente, olhou para o seu relógio e verificou que já eram três horas da manhã, exclamando em seguida "Estou em cima da hora de chegar em casa". Achando a situação engraçada, os demais presentes concordaram que o nome da escola de samba deveria ser "Em Cima da Hora", uma clara referência à antiga agremiação do Catumbi. Vale lembrar que nesse bairro, dois dos seus fundadores, Leleco e Baianinho, haviam passado parte da infância, antes de irem morar em Cavalcante.
Outras fontes dizem que a escola teve origem num bloco, conhecido originalmente como "Bloco do Leleco", e que possuía as cores verde e branco, e que só posteriormente, com a transformação em escola de samba, aquele nome foi adotado. De qualquer forma, a história da Em Cima da Hora começa em 15 de novembro de 1959, quando foi batizada pela co-irmã Portela, adotando as cores azul e branco.
A escola estreou no carnaval oficial em 1962, com o enredo "Independência do Brasil", obtendo a 16ª colocação no Grupo 3. grupo que venceu em 1966.

Desfile da Em Cima da Hora de 1972. Arquivo Nacional.

Desfile da Em Cima da Hora de 1972. Arquivo Nacional.

Em 1968, com o carnavalesco Roriz, venceu o Grupo 2, chegando a primeira divisão em 1969. Só ficou nela por um ano, mas retornou em 1972, permanecendo por mais até 1976. Nesse meio tempo, conquistou em 1973 seu primeiro Estandarte de Ouro com o samba-enredo O Saber Poético da Literatura de Cordel, de Baianinho.
Em 1976, a Em Cima da Hora apresentou um samba-enredo que é considerado por especialistas como um dos melhores de todos os tempos: Os Sertões, de Edeor de Paula, conquistando seu segundo Estandarte de Ouro. Apesar disso, ao terminar a competição na 13ª e penúltima colocação, foi rebaixada.
Em 1984, o samba "33 – Destino Dom Pedro II", de Guará e Jorginho das Rosas, a Em cima da Hora conquistou seu terceiro Estandarte de Ouro, retornando ao Grupo Especial. O enredo foi proposto e desenvolvido por Jose Leonídio e Regina Celi,. Foram importantes  o apoio do Presidente Gonçalves, do Presidente  de Honra, João Severino e da Estrada de Ferro Central do Brasil. Baseado no tema enredo foi realizado um Clip, para apresentação da Em Cima da Hora pela rede Manchete, sob a direção de Nelson Pereira dos Santos, dentro de um trem saindo  da estacão de Cavalcante. Novamente, no entanto, não se firmou na primeira divisão. Nos anos que se seguiram, a escola ganhou o Estandarte de melhor Ala das Crianças, sob a coordenação de Dona Didi, e o de melhor Passista Masculino através do então iniciante Carlinhos de Jesus, filho do presidente Amarante. Nesta época comandavam a agremiação: Zeca Esteves, Gonçalves, Severino, Amarante de Jesus e Ney Roriz, considerados baluartes pela comunidade.
Tendo iniciado seu recente declínio de classificações, em 1998 e 1999, perdendo contingente local e seus dirigentes famosos, mesmo endividada e sem conceito entre os componentes famosos, mesmo já sem suas características e totalmente enxertada, em 2000, a Em Cima da Hora empatou com a Tuiuti e só não subiu para o Grupo Especial porque perdeu no quesito desempate. O povo da escola estava ausente, somente o nome era da escola.
No entanto, a escola desde 1998 vinha amargando trajetória de queda: caiu em 2001 do Grupo A para o B; do B para o C em 2003; e no carnaval de 2004 amargou mais um rebaixamento ao cair para o Grupo D, a quinta divisão do carnaval carioca, a condição mais baixa da sua história. Conquistou o acesso novamente em 2005, reeditando em 2006 o seu antigo carnaval de 1974, A Festa dos Deuses Afro-Brasileiros, quando foi novamente campeã.
Em 2008, ano das comemorações a respeito da chegada da Família real ao Brasil, a escola adotou um enredo crítico à figura de Dom João VI, na contramão do que fizeram algumas escolas do Grupo Especial, como a São Clemente e Mocidade. Nesse ano, a escola amargou outro rebaixamento.
Para o Carnaval de 2010, a escola, que comemorava seu cinquentenário, escolheu este tema para se apresentar na Intendente Magalhães. O enredo foi desenvolvido pelo carnavalesco Sandro Gomes, no entanto em outubro de 2009, houve uma mudança, e Sandro Avelar assumiu a direção de Carnaval, trazendo para o posto de Carnavalesco Marco Antônio, com quem também fazia parceria no Império da Praça Seca, uma divisão abaixo. Com um samba que citava Leleco, a Portela e toda a história da agremiação, a Em Cima da Hora venceu o Carnaval, retornando novamente à quarta divisão.
A partir da eleição de Sandro Avelar para a presidência da Praça Seca, este teve que deixar o cargo, sendo substituído, como diretor de Carnaval, por Sérgio Aguiar. Além desta, foram anunciadas algumas trocas para o Carnaval 2011, como a entrada de Jackeline Nascimento no posto de diretora de harmonia, no lugar de Fábio Lima, além de Mestre Serginho por Mestre Claudinho, e Carlinhos de Jesus, cria da escola, retornou para assumir a comissão de frente. Por fim Tiãozinho Cruz voltou a ser o intérprete oficial.
Para 2012, com as saídas do intérprete Tiãozinho Cruz e Mestre Noca, a direção da escola optou pela volta de Serginho Gama e Mestre Zumbi, que estava na Caprichosos, respectivamente como intérprete oficial e diretor de bateria. O enredo escolhido foi Simplesmente Amor, uma referência às diversas formas de amor existentes, tais como o amor entre marido e mulher, o amor entre mãe e filho, etc.
Em 2013, a escola homenageou o cantor e compositor João Nogueira mantendo a mesma equipe de 2012.
Depois de exatos 10 anos desfilando na Estrada Intendente Magalhães, a Em Cima da Hora, capitaneada pelo presidente Heitor Fernandes, o carnavalesco Marco Antônio, Mestre Zumbi, Diego Chocolate e o primeiro casal Pedro e Paula, sagra-se campeã do grupo B da AESCRJ e retorna à Marquês de Sapucaí.
Para 2014 a diretoria optou pela reedição de Os Sertões. mantendo novamente Marco Antônio no posto de carnavalesco e com o objetivo de permanecer na Série A do carnaval do Rio de janeiro. Após o término da apuração a escola conseguiu alcançar a 13º colocação se livrando do rebaixamento.
Para 2015 a escola teve como enredo No coração da cidade, uma história das mil e uma noites: O Rio das Arábias, de desenvolvimento de Marco Antônio, que continuou como carnavalesco da escola, com uma comissão de carnaval formada por 6 diretores. Nesse mesmo ano a escola protagonizou o momento mais triste da Sapucaí, entrando com aproximadamente 20% apenas do total de fantasias, culminando no seu rebaixamento e sua volta a Intendente. Cinco anos depois, a escola consegue retornar a Série A para o carnaval de 2021 ao obter o vice-campeonato do Grupo Especial da Intendente Magalhães com um enredo em homenagem a Carlinhos de Jesus, desenvolvido pelos carnavalescos Lucas Milato e Marco Antônio Falleiros.
No seu retorno a Série A em 2021, a escola manteve o carnavalesco Marco Antônio Falleiros e formou um trio de cantores, com a manutenção de Maderson Carvalho e os retornos de Rogerinho e Tiãozinho Cruz. Devido à Pandemia de COVID-19, o desfile das escolas de samba de 2021 foi cancelado, sendo a primeira vez, desde a criação do concurso, em 1932, que o evento não foi realizado. Com isso, a reedição foi postergada para 2022. Um novo aumento dos casos de COVID no país, devido ao avanço da variante Ómicron, fez o desfile ser adiado para abril do mesmo ano, durante o feriado de Tiradentes. Durante a preparação para o desfile, a escola mudou sua diretoria, promovendo trocas na equipe, como a volta do experiente intérprete Ciganerey. O carnavalesco Marco Antônio Falleiros chegou a deixar a agremiação, dando lugar aos jovens Alex Carvalho e Caio Cidrini. No entanto, Falleiros retornou em novembro de 2021 para concluir o desenvolvimento do desfile. Em 7 de fevereiro de 2022, o presidente da escola Sebastião Ubiratan Fernandes, conhecido como Birão, morre vitima de problemas cardíacos. Abrindo o primeira noite de desfiles, em 20 de abril de 2022, a escola fez uma apresentação repleta de dificuldades nos quesitos de pista. Na apuração, conseguiu o 13° lugar, permanecendo na Série Ouro. Após o desfile, o abre-alas da escola, que já apresentava problemas, acabou atropelando a menina Raquel Antunes da Silva, de 11 anos, enquanto fazia uma manobra na dispersão, numa das ruas próximas ao Sambódromo. Raquel acabou falecendo dois dias depois.
Em 2023, a Em Cima da Hora realizou um desfile sobre Esperança Garcia, mulher negra escravizada brasileira, considerada a primeira mulher advogada do Brasil. A escola reforçou seu carro de som contratando o intérprete Arthur Franco, egresso da Imperatriz, mas devido a problemas de saúde o cantor não desfilou, sendo substituído por Igor Pitta. Na apuração, repetiu a décima terceira colocação do ano anterior.
Para 2024, a escola mexeu em alguns segmentos, contratando os carnavalescos Ricardo Hessez e Rodrigo Almeida e os intérpretes Rafael Tinguinha e Lissandra Oliveira. O enredo será "A nossa luta continua!", que fará uma ode ao trabalhismo no Brasil e a luta da classe operária. Eleito por aclamação em abril de 2023, Deodônio Neto renunciou à presidência da Em Cima da Hora três meses após assumir o cargo, alegando motivos profissionais, sendo substituído por Alvaro Lopes (Alvinho). Posteriormente, Hessez também deixou a agremiação. Em setembro, a intérprete Lissandra Oliveira se desliga da escola alegando motivos pessoais. Na apuração, a escola terminou em décimo segundo lugar.
Para o carnaval de 2025, a Em Cima da Hora apresentou um enredo baseado na Ópera dos Terreiros, obra encenada em teatros da Bahia. A escola enfrentou problemas durante o desfile, como a dificuldade na manobra da segunda alegoria, que acabou colidindo nas grades na altura do Setor 10, e no deslocamento do último carro na dispersão. A escola ultrapassou o tempo máximo de desfile em dois minutos, sendo penalizada em dois décimos. No julgamento oficial do carnaval, a Em Cima da Hora se classificou em nono lugar.
Para o carnaval de 2026, a escola contrata o intérprete Igor Pitta, que retorna à agremiação, e o coreógrafo Marcio Moura. Inicialmente a Em Cima da Hora anunciou um enredo sobre a cidade fluminense de Saquarema, mas após uma "criteriosa análise interna" justificada pela agremiação, o tema acabou descartado. Posteriormente foi definido um novo enredo: "Salve Todas as Marias – Laroyê, Pombagiras!", sobre a entidade Pombajira.

## Carnavais
| Em Cima da Hora | Em Cima da Hora                                 | Em Cima da Hora                                 | Em Cima da Hora | Em Cima da Hora                                 | Em Cima da Hora      |
| Ano             | Colocação                                       | Divisão                                         | Enredo | Carnavalesco                                    | Ref.                 |
| --------------- | ----------------------------------------------- | ----------------------------------------------- | --- | ----------------------------------------------- | -------------------- |
| 1962            | 16.º Lugar                                      | Grupo 3                                         | "Independência do Brasil" (Compositor do samba: Osmar da Rocha) | Osmar da Rocha                                  | [ 26 ]               |
| 1963            | 24.º Lugar                                      | Grupo 3                                         | "Insurreição Pernambucana" (Compositores do samba: Baianinho e Zeca do Varejo) | Sebastião Souza de Oliveira                     |                      |
| 1964            | 11.º Lugar                                      | Grupo 3                                         | "Apoteose Econômica e Financeira do Império" (Compositores do samba: Baianinho e Zeca do Varejo) | Sebastião Souza de Oliveira                     |                      |
| 1965            | 4.º Lugar                                       | Grupo 3                                         | "Carnaval do Rio Através dos Séculos" (Compositores do samba: Dodô Marujo e Zeca do Varejo) | Sebastião Souza de Oliveira                     |                      |
| 1966            | Campeã (Promovida)                              | Grupo 3                                         | "Missão Artística Francesa em 1816 – Debret" (Compositores do samba: Normy de Freitas e Jair dos Santos) | Sebastião Souza de Oliveira                     |                      |
| 1967            | 3.º Lugar                                       | Grupo 2                                         | "Vida e Amores de Dona Beija" (Compositores do samba: Dodô Marujo e Zeca do Varejo) | Sebastião Souza de Oliveira                     |                      |
| 1968            | Campeã (Promovida)                              | Grupo 2                                         | "Anita Garibaldi, Amor e Revolução" (Compositores do samba: Dinoel e Jair Torrada) | Ney Roriz                                       | [ 3 ]                |
| 1969            | 10.º Lugar (Rebaixada)                          | Grupo 1                                         | "Ouro Escravo" (Compositores do samba: Normi de Freitas e Jair dos Santos) | Ney Roriz                                       | [ 3 ]                |
| 1970            | 8.º Lugar                                       | Grupo 2                                         | "O Mundo Maravilhoso de Debret" (Compositores do samba: Dodô Marujo e Zeca do Varejo) | Sebastião Souza de Oliveira                     | [ 3 ]                |
| 1971            | Campeã (Promovida)                              | Grupo 2                                         | "Este Rio que Eu Amo" (Compositores do samba: Dodô Marujo e Zeca do Varejo) | Sebastião Souza de Oliveira                     | [ 3 ]                |
| 1972            | 8.º Lugar                                       | Grupo 1                                         | "Bahia, Berço do Brasil" (Compositor do samba: Baianinho) | Sebastião Souza de Oliveira                     | [ 3 ]                |
| 1973            | 6.º Lugar                                       | Grupo 1                                         | "O Saber Poético da Literatura de Cordel" (Compositor do samba: Baianinho) | Sebastião Souza de Oliveira                     | [ 3 ]                |
| 1974            | 8.º Lugar                                       | Grupo 1                                         | "Festa dos Deuses Afro-brasileiros" (Compositor do samba: Baianinho) | Sebastião Souza de Oliveira                     | [ 3 ]                |
| 1975            | 12.º Lugar                                      | Grupo 1                                         | "Personagens Marcantes dos Carnavais Cariocas" (Compositor do samba: Cigarra) | Sebastião Souza de Oliveira                     | [ 3 ]                |
| 1976            | 13.º Lugar (Rebaixada)                          | Grupo 1                                         | "Os Sertões" (Compositor do samba: Edeor de Paula) | Sebastião Souza de Oliveira                     | [ 3 ]                |
| 1977            | 13.º Lugar (Rebaixada)                          | Grupo 2                                         | "Heitor dos Prazeres, Um Artista Carioca" (Compositor do samba: Amaury Machado "Louro") | Ney Roriz                                       | [ 3 ]                |
| 1978            | Campeã                                          | Grupo 3                                         | "O Samba É o Embaixador" (Compositor do samba: Amaury Machado "Louro") | Ney Roriz                                       | [ 3 ]                |
| 1979            | 10.º Lugar                                      | Grupo 2A (terceira divisão)                     | "Do Astro Rei, a Rainha das Flores" (Compositores do samba: Dodô Marujo e Zeca do Varejo) | Ney Roriz                                       | [ 3 ]                |
| 1980            | 5.º Lugar                                       | Grupo 2A (terceira divisão)                     | "Bahia, Bahia, Tradicional Bahia" (Compositores do samba: Baianinho) | Ney Roriz                                       | [ 3 ]                |
| 1981            | Vice-campeã (Promovida)                         | Grupo 2A (terceira divisão)                     | "Boi Bumbá com Abóbora" (Compositores do samba: Dodô Marujo e Zeca do Varejo) | Ney Roriz                                       | [ 3 ]                |
| 1982            | 4.º Lugar                                       | Grupo 1B (segunda divisão)                      | "Popô, Papá, Bubu, Babá" (Compositores do samba: Jair Torrada e Baianinho) | Ney Roriz                                       | [ 3 ]                |
| 1983            | 10.º Lugar                                      | Grupo 1B (segunda divisão)                      | "Enredo, Sem Enredo" (Compositores do samba: Guará, Hélio do Bar, Nelinho e Timbó) | Ney Roriz                                       | [ 3 ]                |
| 1984            | 3.º Lugar (Promovida)                           | Grupo 1B (segunda divisão)                      | "33 – Destino D. Pedro II" (Compositores do samba: Guará e Jorginho das Rosas) | José Leonídio e Regina Celi                     | [ 3 ]                |
| 1985            | 16.º Lugar (Rebaixada)                          | Grupo 1A (primeira divisão)                     | "Me Acostumo mas não Me Amanso (Compositores do samba: Reco, Nunes e Renato) | Sid Camilo, Edson Mendes e Sérgio Amarildo      | [ 3 ]                |
| 1986            | 5.º Lugar                                       | Grupo 1B (segunda divisão)                      | "Terra Brasilis" (Compositores do samba: Lino, Fabrício, Walter Bastos e Marquinhos Pagodeiro) | Sérgio Amarildo                                 | [ 3 ]                |
| 1987            | 9.º Lugar (Rebaixada)                           | Grupo 2 (segunda divisão)                       | "Kid Morangueira da Silva, o Embaixador dos Morros" (Compositores do samba: Joel, Bigo e Francisco) | José Leonídio e Regina Celi                     | [ 3 ]                |
| 1988            | Vice-campeã (Promovida)                         | Grupo 3 (terceira divisão)                      | "Samba-ô" (Compositores do samba: Reinaldo Vilas, Jorginho das Rosas, Nunes e Bigo) | Vando                                           | [ 3 ]                |
| 1989            | 9.º Lugar                                       | Grupo 2 (segunda divisão)                       | "Num Passe de Mágica" (Compositores do samba: Reinaldo Vilas, Jorginho das Rosas, Nunes e Bigo) | Regina Celi e José Leonídio                     | [ 3 ]                |
| 1990            | 5.º Lugar                                       | Grupo A (segunda divisão)                       | "Saudades do Rio" (Compositores do samba: Alfeu, Pardal, Carlinhos Ribeiro, Julinho, Wanderley Novidade e Paulinho Rocha) | Júlio Mattos                                    | [ 3 ]                |
| 1991            | 4.º Lugar                                       | Grupo A (segunda divisão)                       | "Um Sonho que Virou Canção – Elymar Santos" (Compositores do samba: Escurinho de Cavalcante, Tadeu da Cuíca, Paulo Cangalha e Naldo do Cavaco) | Beto Maia                                       | [ 3 ]                |
| 1992            | 8.º Lugar                                       | Grupo A (segunda divisão)                       | "A Sombra da Ilusão, Uma Fantasia Brasileira" (Compositores do samba: Robson Lima e Rogerinho) | José Eugênio                                    | [ 3 ]                |
| 1993            | 7.º Lugar                                       | Grupo A (segunda divisão)                       | "ECA 8069" (Compositores do samba: Marcelo, Júlio César e Marcos Vinício) | Reynaldo Valença                                | [ 3 ]                |
| 1994            | 2.º Lugar                                       | Grupo A (segunda divisão)                       | "De Freqüência em Freqüência na Cadência do Samba" (Compositores do samba: Marcos Vinício, Júlio César e Marcelo) | Amarildo Lopes, José Leonídio e Regina Celi     | [ 3 ]                |
| 1995            | 10.º Lugar                                      | Grupo A (segunda divisão)                       | "No Reflexo do Espelho a Arte de Dançar" (Compositores do samba: Nunes, Tavares, André, Júlio Cesar e Marcos) | Reinaldo Valença e Edson Araújo                 | [ 3 ]                |
| 1996            | 6.º Lugar                                       | Grupo A (segunda divisão)                       | "Iara Cigana, Canta, Dança e Toca, É Rio, É Rua, É Carioca" (Compositores do samba: Jeffinho, Bruno, Renato Miranda e Jayme Cesar) | Ney Roriz e André Machado                       | [ 3 ]                |
| 1997            | 5.º Lugar                                       | Grupo A (segunda divisão)                       | "Sérgio Cabral, A Cara do Rio" (Compositores do samba: Cláudio Russo, Rogerinho, Paulo Cara Feia e Antônio Nick) | André Machado e Fernando Pamplona               | [ 3 ]                |
| 1998            | 7.º Lugar                                       | Grupo A (segunda divisão)                       | "Quem É Você, Zuzu Angel?... Um Anjo Feito Mulher" (Compositores do samba: Escurinho de Cavalcanti, Reinaldo Vilas, Julinho, Jorginho das Rosas e Naldo do Cavaquinho) | Ernesto Nascimento e Actir Gonçalves            | [ 3 ]                |
| 1999            | 6.º Lugar                                       | Grupo A (segunda divisão)                       | "Horas... Eras de Glórias... E Outras Histórias" (Compositores do samba: Jayme Cesar, Cláudio Russo, Biscoito, Paulinho Cara Feia, Alvinho e Amaral) | Alex de Souza                                   | [ 3 ]                |
| 2000            | 3.º Lugar                                       | Grupo A (segunda divisão)                       | "Oswaldo Cruz, a Saga de Um Herói Brasileiro" (Compositores do samba: Marcos, Julio César, Antonio da Primavera e Sergio) | Alex de Souza e Ernesto Nascimento              | [ 3 ]                |
| 2001            | 12.º Lugar (Rebaixada)                          | Grupo A (segunda divisão)                       | "Goiá Tacá Amopi – o Campo das Delícias" (Compositores do samba: Felizardo Manhães, Toninho Shita, Paulo Cigano e Ricardo de Mendonça) | Luiz Marques                                    | [ 3 ]                |
| 2002            | 10.º Lugar                                      | Grupo B (terceira divisão)                      | "A Poesia Viaja de Bonde, e a Em Cima da Hora Conta Essa Linda História" (Compositores do samba: Adilsinho, Pedrinho, Carlos Bleck e Gilberto Santa Casa) | Sílvio Cesar Ribeiro                            | [ 3 ]                |
| 2003            | 11.º Lugar (Rebaixada)                          | Grupo B (terceira divisão)                      | "Décima Quinta! A Hora de Madureira" (Compositores do samba: Jefinho, Sidney de Pilares, Henry, Marcos, Julio Cezar e Kadu Pqd) | Marcello Portela                                | [ 3 ]                |
| 2004            | 12.º Lugar (Rebaixada)                          | Grupo C (quarta divisão)                        | "Uai! Nóis É Brasileiro" (Compositores do samba: Jayme Cesar, Ivanir Ramos e Julinho Cá) | Marco Antônio                                   | [ 3 ]                |
| 2005            | 4.º Lugar                                       | Grupo D (quinta divisão)                        | "Mãe Baiana, Signo da Africanidade Carioca" (Compositores do samba: Jayme César, Ivani Ramos, Biscoito e Nilson Castro) | Cida Donato                                     | [ 3 ]                |
| 2006            | Campeã (Promovida)                              | Grupo D (quinta divisão)                        | "Festa dos Deuses Afro-brasileiros" (Reedição do enredo de 1974) (Compositor do samba: Baianinho) | Jorge Caribé                                    |                      |
| 2007            | 5.º Lugar                                       | Grupo C (quarta divisão)                        | "Os Tambores do Brasil" (Compositores do samba: Jayme Cesar, Nilson Castro, Ivani Ramos e Roberto Iguaçu) | Jorge Caribé                                    | [ 3 ]                |
| 2008            | 12.º Lugar (Rebaixada)                          | Grupo C (quarta divisão)                        | "Entre Pulgas e Piolhos... Assim Levaram Nossos Tesouros" (Compositores do samba: Tuil Pontes, Lula e Carlos Junior) | Jorge Caribé                                    | [ 3 ]                |
| 2009            | 5.º Lugar                                       | Grupo RJ-3 (quinta divisão)                     | "Sob as Barbas de Noé, Colori de Azul e Branco a Arca de Vinicius" (Compositores do samba: Jayme Cesar, Ivani Ramos, Nilson Castro e Marquinhos Beija-Flor) | André Tabuquine                                 | [ 3 ]                |
| 2010            | Campeã (Promovida)                              | Grupo RJ-3 (quinta divisão)                     | "50 Anos de História, Assim Conta Minha Senhora, Em Cima da Hora" (Compositores do samba: Ivani Ramos, Fábio Lourenço, Célio Marques e Frank) | Marco Antônio Falleiros                         | [ 3 ]                |
| 2011            | 5.º Lugar                                       | Grupo C (quarta divisão)                        | "É Carnaval... Abram as Alas para a Folia" (Compositores do samba: Cláudio Russo, Fábio Lourenço, Frank, Sílvio Romai, Santclair Cunha e Marquinhos) | Marco Antônio Falleiros                         | [ 3 ]                |
| 2012            | 4.º Lugar (Promovida)                           | Grupo C (quarta divisão)                        | "Simplesmente Amor" (Compositores do samba: Julinho Cá, Didi Domingos, Pedrinho, Julinho, Rui e Alexandre) | Marco Antônio Falleiros                         | [ 3 ]                |
| 2013            | Campeã (Promovida)                              | Grupo B (terceira divisão)                      | "Além do Espelho, João Nogueira de Todos os Sambas" (Compositores do samba: Luis Caxias, Guinho, Duda, Netinho Brites, Josemar ML e Sidnei Eletricista) | Marco Antônio Falleiros                         | [ 3 ]                |
| 2014            | 13.º Lugar                                      | Série A (segunda divisão)                       | "Os Sertões" (Reedição do enredo de 1976) (Compositor do samba: Edeor de Paula) | Marco Antônio Falleiros                         | [ 27 ] [ 3 ]         |
| 2015            | 15.º Lugar (Rebaixada)                          | Série A (segunda divisão)                       | "No Coração da Cidade, Uma História das Mil e Uma Noites. O Rio das Arábias" (Compositores do samba: Thiago Meiners, André Kaballa, Carlos Botafogo, Gláucio Guterres, Alexandre Gordão, Gilson Souza, Wilson Bizzar, R10 e Shazam) | Marco Antônio Falleiros                         | [ 28 ]               |
| 2016            | 4.º Lugar                                       | Série B (terceira divisão)                      | "Na Rota das Especiarias: O Leva e Traz de Cheiros, as Surpresas da Nova Terra" (Compositores do samba: André Kaballa, Thiago Meiners, Claudio Mattos, Rafael Tubino, Gilson Souza, Valdair, Botafogo, Lorraine Messias, Igor Vianna, Victor Alves e Niu Souza) | Raphael Torres e Alexandre Rangel               | [ 29 ]               |
| 2017            | 5.º Lugar                                       | Série B (terceira divisão)                      | "Maria, Nossa Mãe Aparecida: 300 Anos de Bençãos!" (Compositores do samba: André Kaballa, Rafael Tubino, Arilson Trindade, Pelé, Botafogo, LC Vasques, Thiago Meiners e Regina Rizzo) | Raphael Torres e Alexandre Rangel               |                      |
| 2018            | 7.º Lugar                                       | Série B (terceira divisão)                      | "Uma Fantástica Viagem por Uma Cidade em Aquarela" (Compositores do samba: Serginho Rocco, Gilmar L. Silva, Wallace Oliveira, Rogério, Orlando Ambrósio, Henrique do Bar, Celinho, Ismael David, Ferreti, Washington Mota, Michel do Alto e Miguel) | Rodrigo Almeida                                 | [ 30 ]               |
| 2019            | 5.º Lugar                                       | Série B (terceira divisão)                      | "Orlando Baptista: o Menino e a Bola" (Compositores do samba: Seginho Rocco, André Kaballa, Gilmar L. Silva, Orlando Ambrósio, Washington Mota, Michel do Alto, Márcio de Deus, Tinga, Renan Diniz, Lico Monteiro, Thiago Sousa, Luizinho) | Rodrigo Almeida                                 | [ 31 ]               |
| 2020            | Vice-campeã (Promovida)                         | Especial da Intendente (terceira divisão)       | "Malandro - O Rei da Boêmia e o Barão da Ralé" (Compositores do samba: Seginho Rocco, Márcio de Deus, Orlando Ambrósio, Gilmar L. Silva, Tinga, Michel do Alto e Jefferson Oliveira) | Lucas Milato e Marco Antônio Falleiros          | [ 32 ] [ 33 ] [ 34 ] |
| 2021            | Não houve desfile devido a pandemia de Covid-19 | Não houve desfile devido a pandemia de Covid-19 | Não houve desfile devido a pandemia de Covid-19 | Não houve desfile devido a pandemia de Covid-19 | [ 35 ]               |
| 2022            | 13.º Lugar                                      | Série Ouro (segunda divisão)                    | "33 – Destino D. Pedro II" (Reedição do enredo de 1984) (Compositores do samba: Guará e Jorginho das Rosas) | Marco Antônio Falleiros                         | [ 36 ]               |
| 2023            | 13.º Lugar                                      | Série Ouro (segunda divisão)                    | "Esperança, Presente!" (Compositores do samba: Richard Valença, Moisés Santiago, Serginho Rocco, Orlando Ambrósio, Gilmar L Silva, Márcio de Deus, Telmo Motta, Júlio César e Rogério de Cavalcante) | Marco Antônio Falleiros                         | [ 37 ]               |
| 2024            | 12.º Lugar                                      | Série Ouro (segunda divisão)                    | "A Nossa Luta Continua!" (Compositores do samba: Richard Valença, Orlando Ambrósio, Serginho Rocco, Marquinho Bombeiro, Anderson Alemão, Rafael Pinelzinho, Lucas Macedo, Luís Caxias, Aldir Senna e Marcio Lêleko) | Rodrigo Almeida                                 | [ 38 ]               |
| 2025            | 9.º Lugar                                       | Série Ouro (segunda divisão)                    | "Ópera dos Terreiros - O Canto do Encanto da Alma Brasileira" (Compositores do samba: Jacopetti, Viny Machado, Marcelinho Santos, Guto Melcher, Lucas Pizzinatto, Pedro Poeta, Bruno Dallari, Richard Valença, Serginho Rocco, Orlando Ambrosio, Marquinhos Beija-Flor, Márcio de Deus, Guilherme Karraz, Caxias Gilmar, Guinho Dito, Telmo W Motta e Júlio César) | Rodrigo Almeida                                 | [ 39 ]               |
| 2026            |                                                 | Série Ouro (segunda divisão)                    | Salve Todas as Marias – Laroyê, Pombagiras! | Rodrigo Almeida                                 |                      |

## Títulos
A Em Cima da Hora nunca venceu a primeira divisão do carnaval carioca. Sua melhor colocação foi o sexto lugar do Grupo 1 de 1973.
| Títulos da Em Cima da Hora | Títulos da Em Cima da Hora | Títulos da Em Cima da Hora |
| -------------------------- | -------------------------- | -------------------------- |
| Divisão                    | Títulos                    | Carnavais                  |
| Segunda divisão            | 2                          | 1968, 1971                 |
| Terceira divisão           | 3                          | 1966, 1978, 2013           |
| Quinta divisão             | 2                          | 2006, 2010                 |

## Premiações
Prêmios recebidos pelo GRES Em cima da hora.
| Ano  | Prêmio              | Categoria / premiados                                                                                            | Divisão                                     | Ref.          |
| ---- | ------------------- | --- | ------------------------------------------- | ------------- |
| 1973 | Estandarte de Ouro  | Samba-enredo ("O saber poético da literatura de cordel" – Compositor: Baianinho)                                 | Grupo 1                                     | [ 40 ]        |
| 1976 | Estandarte de Ouro  | Samba-enredo ("Os sertões" – Compositor: Edeor de Paula)                                                         | Grupo 1                                     | [ 40 ]        |
| 1984 | Estandarte de Ouro  | Samba-enredo do Grupo 1B (Atual Série A) ("33 – Destino D. Pedro II" – Compositores: Guará e Jorginho das Rosas) | Grupo 1B                                    | [ 41 ]        |
| 1985 | Estandarte de Ouro  | Passista masculino (Carlinhos)                                                                                   | Grupo 1A                                    | [ 42 ]        |
| 1985 | Estandarte de Ouro  | Ala de crianças                                                                                                  | Grupo 1A                                    | [ 43 ]        |
| 1989 | Cidadão Samba       | Carioca | Grupo 2                                     | [ 44 ]        |
| 1992 | Cidadão Samba       | Eládio Gomes dos Santos (Baianinho)                                                                              | Grupo 2                                     | [ 44 ]        |
| 2000 | S@mba-Net           | Enredo ("Oswaldo Cruz, a saga de um herói brasileiro")                                                           | Grupo A (segunda divisão) (segunda divisão) | [ 45 ]        |
| 2000 | S@mba-Net           | Ala das crianças                                                                                                 | Grupo A (segunda divisão) (segunda divisão) | [ 45 ]        |
| 2000 | S@mba-Net           | Conjunto de fantasias                                                                                            | Grupo A (segunda divisão) (segunda divisão) | [ 45 ]        |
| 2000 | S@mba-Net           | Destaque de luxo (Dulce Macaé)                                                                                   | Grupo A (segunda divisão) (segunda divisão) | [ 45 ]        |
| 2002 | S@mba-Net           | Velha guarda | Grupo B (terceira divisão)                  | [ 46 ]        |
| 2005 | Troféu Jorge Lafond | Enredo ("Mãe Baiana, signo da africanidade carioca")                                                             | Grupo D (quinta divisão)                    | [ 47 ]        |
| 2006 | Troféu Jorge Lafond | Melhor escola | Grupo D (quinta divisão)                    | [ 48 ]        |
| 2006 | Troféu Jorge Lafond | Samba-enredo ("Festa dos deuses afro-brasileiros" – Compositor: Baianinho)                                       | Grupo D (quinta divisão)                    | [ 48 ]        |
| 2006 | Troféu Jorge Lafond | Enredo ("Festa dos deuses afro-brasileiros")                                                                     | Grupo D (quinta divisão)                    | [ 48 ]        |
| 2006 | Troféu Jorge Lafond | Ala de passistas                                                                                                 | Grupo D (quinta divisão)                    | [ 48 ]        |
| 2007 | Troféu Jorge Lafond | Rainha de bateria                                                                                                | Grupo C (quarta divisão)                    | [ 49 ]        |
| 2010 | Troféu Jorge Lafond | Campeã do Grupo RJ-3                                                                                             | Grupo RJ-3                                  | [ 50 ]        |
| 2013 | Troféu Jorge Lafond | Campeã do Grupo B                                                                                                | Grupo B (terceira divisão)                  | [ 51 ]        |
| 2014 | Troféu Apoteose     | Samba-enredo ("Os Sertões" – Compositor: Edeor de Paula)                                                         | Série A (segunda divisão) (segunda divisão) | [ 52 ]        |
| 2014 | S@mba-Net           | Personalidade (Edeor de Paula – Compositor de "Os Sertões", samba de 1976, reeditado em 2014)                    | Série A (segunda divisão) (segunda divisão) | [ 53 ] [ 54 ] |
| 2014 | Troféu Jorge Lafond | Velha guarda | Série A (segunda divisão) (segunda divisão) | [ 55 ]        |

## Segmentos

### Presidentes
| Presidentes                           | Período       | Ref.          |
| ------------------------------------- | ------------- | ------------- |
| Osmar Simões (Osmar da Sadia)         | 2002          | [ 56 ]        |
| João Severino Gonçalves               | 2003          | [ 57 ]        |
| José Henrique de Souza Correa (Tampa) | 2004          | [ 56 ]        |
| Marilene Amaral Lopes                 | 2005–2010     | [ 56 ]        |
| Heitor Fernandes da Silva Neto        | 2011–2015     | [ 56 ] [ 58 ] |
| Wando Antunes                         | 2015–2017     |               |
| Sebastião Ubiratan Fernandes (Birão)  | 2017–2019     |               |
| Gustavo Coelho                        | 2019–2020     | [ 34 ]        |
| Sebastião Ubiratan Fernandes (Birão)  | 2020–2022     |               |
| Wallace Costa                         | 2022          |               |
| Heitor Fernandes                      | 2022–2023     |               |
| Deodônio Neto                         | 2023          |               |
| Alvaro Lopes (Alvinho)                | 2023-presente |               |

### Presidentes de Honra
| Presidentes de Honra | Período       | Ref.          |
| -------------------- | ------------- | ------------- |
| Heitor Fernandes     | 2017–presente | [ 59 ] [ 34 ] |

### Intérpretes
| Intérpretes                    | Carnavais | Ref.          |
| ------------------------------ | --------- | ------------- |
| Baianinho                      | 1962–1969 | [ 60 ]        |
| Ney Vianna                     | 1970–1973 | [ 61 ] [ 62 ] |
| Tobias                         | 1974      | [ 63 ]        |
| Valdir Marujo                  | 1975      | [ 64 ]        |
| Nando e Baianinho              | 1976      | [ 65 ]        |
| César do Valle                 | 1977–1981 | [ 66 ]        |
| César do Valle e Baianinho     | 1982      | [ 67 ]        |
| Jaider                         | 1983      | [ 68 ]        |
| César do Valle                 | 1984      | [ 69 ]        |
| Adilsinho                      | 1985–1987 | [ 70 ]        |
| Rocha e Adilsinho              | 1988–1989 | [ 71 ]        |
| Rogerinho                      | 1996–1997 | [ 72 ]        |
| Adilsinho                      | 1998      | [ 73 ]        |
| Tiãozinho Cruz                 | 1999–2000 | [ 74 ]        |
| Jardel do Cavaco               | 2001      | [ 75 ]        |
| Fogueira                       | 2002–2005 | [ 76 ]        |
| Jefinho, Fogueira, Nunes       | 2006      | [ 77 ]        |
| Jefinho e Nunes                | 2007      | [ 78 ]        |
| Márcio Alexandre               | 2008      | [ 79 ]        |
| Serginho Gama                  | 2009–2010 | [ 80 ] [ 81 ] |
| Tiãozinho Cruz                 | 2011      | [ 74 ]        |
| Serginho Gama                  | 2012–2013 | [ 82 ]        |
| Antônio Carlos e Arthur Franco | 2014      | [ 83 ]        |
| Ciganerey                      | 2015      | [ 84 ]        |
| Niu Souza                      | 2016      | [ 85 ]        |
| Maderson Carvalho              | 2017      | [ 86 ]        |
| Maderson Carvalho e Tem-Tem Jr | 2018      | [ 87 ]        |
| Maderson Carvalho e Igor Pitta | 2019–2020 | [ 34 ]        |
| Ciganerey                      | 2022      | [ 84 ]        |
| Igor Pitta                     | 2023      |               |
| Rafael Tinguinha               | 2024      |               |
| Charles Silva                  | 2025      |               |
| Igor Pitta                     | 2026      |               |

### Comissão de Frente
| Coreógrafos(as)     | Carnavais     | Ref.          |
| ------------------- | ------------- | ------------- |
| Luiz Klebb          | 2000-2001     |               |
| José Carlos Machado | 2002-2004     |               |
| Carlinhos de Jesus  | 2011          |               |
| Victor Hugo         | 2012-2013     |               |
| Jardel Lemos        | 2014-2015     | [ 88 ] [ 89 ] |
| Handerson Big       | 2016          |               |
| Vinny Ramos         | 2019          |               |
| Arthur Rozas        | 2020          | [ 34 ]        |
| Carlos Fontenelle   | 2022          |               |
| Leandro Azevedo     | 2023          |               |
| Luciana Yegros      | 2024-2025     |               |
| Marcio Moura        | 2026-presente |               |

### Casal de Mestre-sala e Porta-bandeira

#### Primeiro casal
| Primeiro casal                     | Carnavais | Ref.   |
| ---------------------------------- | --------- | ------ |
| Hugo César e Michelle Rocha        | 2010–2011 |        |
| Pedro Campos e Paula Campos        | 2012–2013 |        |
| Luiz Augusto e Shayene             | 2014      | [ 88 ] |
| Luiz Augusto e Naninha             | 2015      | [ 88 ] |
| Leonardo Thomé e Amandah Rodrigues | 2018      |        |
| Douglas Valle e Jackeline Gomes    | 2019      |        |
| Robson Sensação e Ana Paula        | 2020      | [ 34 ] |
| Johny Matos e Jackeline Gomes      | 2021-2023 | [ 90 ] |
| Diego Falcão e Winnie Lopes        | 2024      |        |
| Marlon Flores e Winnie Lopes       | 2025-     |        |

### Bateria

#### Mestres
| Mestres de Bateria    | Carnavais     | Ref.                        |
| --------------------- | ------------- | --------------------------- |
| Zumbi                 | 2014          | [ 13 ] [ 91 ] [ 13 ] [ 92 ] |
| Novato                | 2015          | [ 93 ]                      |
| Novato                | 2016          | [ 93 ]                      |
| Branco Ribeiro        | 2019          |                             |
| Wando Antunes         | 2020          | [ 34 ]                      |
| Wando Antunes e Átila | 2021          | [ 34 ]                      |
| Léo Capoeira          | 2023-presente |                             |

### Corte de Bateria
| Carnavais     | Rainha            | Madrinha        | Rei             | Ref.                 |
| ------------- | ----------------- | --------------- | --------------- | -------------------- |
| 2005–2006     | Herlaine          | -               | -               |                      |
| 2007–2009     | Ana Paula         | Claudia         | -               |                      |
| 2010          | Ingrid Milagres   | -               | -               |                      |
| 2011          | Gracy Kelly       | -               | -               | [ 94 ]               |
| 2012          | Diana Cotrim      | -               | -               | [ 95 ]               |
| 2013          | Dominiky Mello    | -               | -               | [ 12 ]               |
| 2014          | Dominiky Mello    | Yani de Simone  | -               | [ 96 ] [ 97 ] [ 98 ] |
| 2015–2016     | Angela Santos     | -               | -               | [ 99 ]               |
| 2017–2019     | Juliana Marinho   | -               | -               | [ 100 ]              |
| 2020          | Dhandara Silva    | Juliana Marinho | -               | [ 34 ]               |
| 2022          | Tania Daley       | -               | Jorge Amarelloh | [ 101 ]              |
| 2025          | Heather Anchieta  | -               | Jorge Amarelloh |                      |
| 2026–presente | Maryanne Hipólito | -               | -               | [ 102 ]              |

### Direção de Carnaval
| Diretores de Carnaval          | Carnavais     | Ref.                        |
| ------------------------------ | ------------- | --------------------------- |
| Julio César (Julião)           | 2014          | [ 13 ] [ 91 ] [ 13 ] [ 92 ] |
| Allan Ferreira e Junior Santos | 2015          | [ 93 ]                      |
| Allan Ferreira e Junior Santos | 2016          | [ 93 ]                      |
| Robinho Patrocínio             | 2019          |                             |
| Burunga e Julião Gresa         | 2020          | [ 34 ]                      |
| Flávio Azevedo                 | 2021-presente | [ 34 ]                      |

### Direção de Harmonia
| Diretores de Harmonia                   | Carnavais | Ref.                        |
| --------------------------------------- | --------- | --------------------------- |
| Gilberto Cabeça Rica                    | 2014      | [ 13 ] [ 91 ] [ 13 ] [ 92 ] |
| Reginaldo Souza (Tikinho)               | 2015      | [ 93 ]                      |
| Leonardo Borges                         | 2016      | [ 93 ]                      |
| Robinho Patrocínio                      | 2019      |                             |
| Wallace Oliveira e Alexandre Luiz Bomba | 2020      | [ 34 ]                      |
| Comissão de Harmonia                    | 2021-2024 | [ 34 ]                      |
| Jurandir Baptista                       | 2025      |                             |